# Bielsk Podlaski (stacja kolejowa)
Bielsk Podlaski – stacja kolejowa w Bielsku Podlaskim, w województwie podlaskim, w Polsce.

## Ruch pasażerski
| Rok  | Wymiana pasażerska na dobę |
| ---- | -------------------------- |
| 2017 | 20-49                      |
| 2022 | 500-699                    |

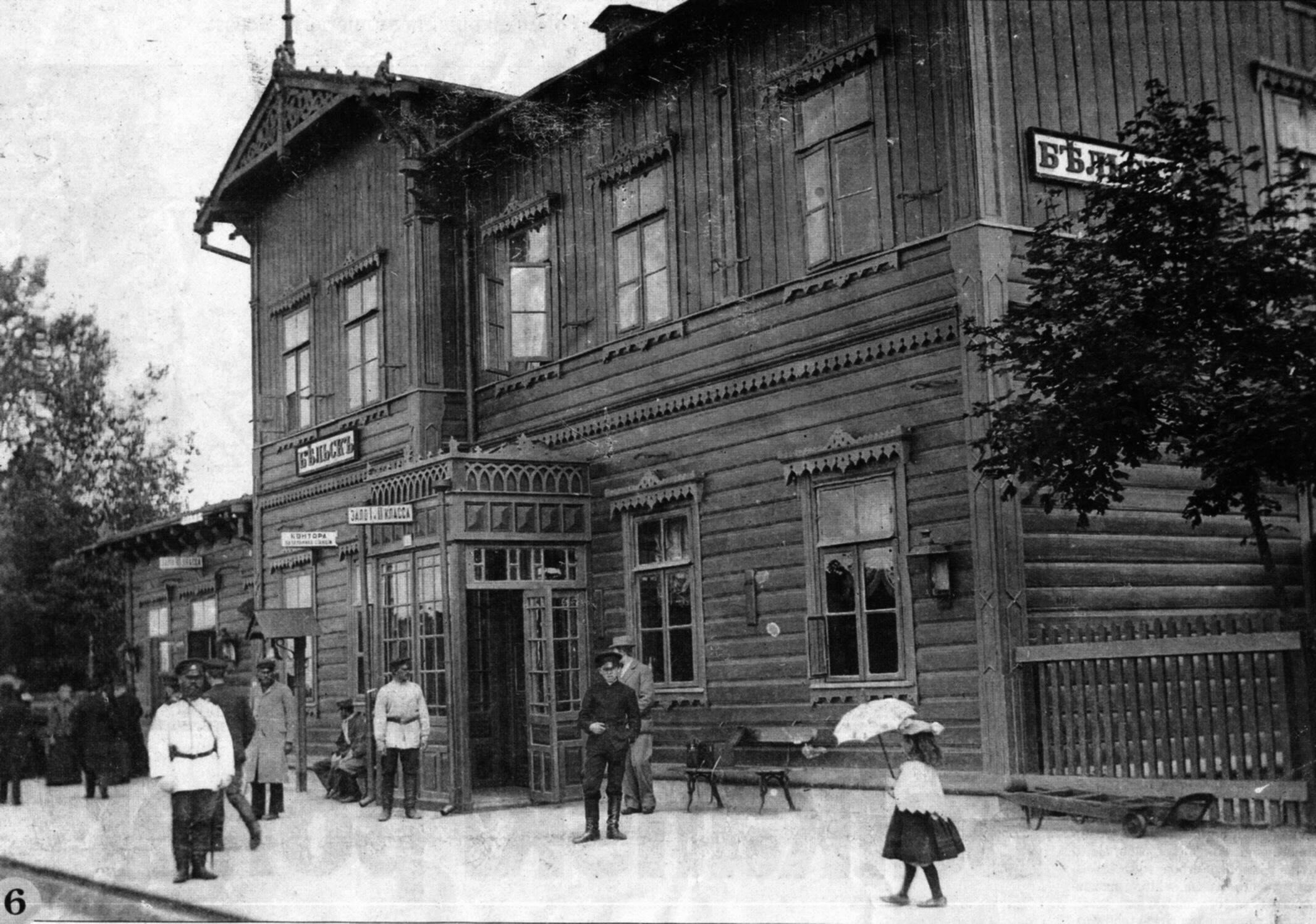
Dworzec kolejowy w Bielsku w czasach zaboru rosyjskiego

Przez stację przejeżdżają 4 pary pociągów Przewozów Regionalnych w relacji Białystok–Czeremcha dziennie (od stycznia 2017 roku).
W latach 2017–2019 na stacji miały miejsce prace modernizacyjne obejmujące swym zakresem układ torowy, rozjazdy, urządzenia sterowania ruchem kolejowym oraz perony. Część tych prac realizowano w ramach inwestycji Prace na linii kolejowej nr 32 na odcinku Białystok – Bielsk Podlaski (Lewki) finansowanego ze środków programu operacyjnego Polska Wschodnia.
W kwietniu 2019 PKP podpisało umowę na budowę nowego dworca kolejowego w formule tzw. innowacyjnego dworca systemowego. Nowy dworzec oddano dla pasażerów w czerwcu 2020. Inwestycja kosztowała 11,5 mln zł brutto i była współfinansowana ze środków Unii Europejskiej, w ramach Programu Operacyjnego Polska Wschodnia.